# ゴジラ 列島震撼
『ゴジラ 列島震撼』（ゴジラ れっとうしんかん）は、1995年12月22日に日本のセガから発売されたセガサターン用リアルタイムストラテジーゲーム。
東宝の特撮映画ゴジラシリーズを題材とした作品であり、プレイヤーが自衛隊を指揮してゴジラを含む怪獣たちを退治あるいは他の地域へ追放することを目的としている。メーカーによる公称ジャンルは「リアルタイム怪獣撃退シミュレーション」であり、ゲーム中はリアルタイムで進行することが特徴。
開発はスカラベが行い、プロデューサーはスーパー32X用ソフト『カオティクス』（1995年）を手掛けた麻生宏およびかつてUPLに所属しアーケードゲーム『忍者くん 魔城の冒険』（1984年）や『ぺんぎんくんWARS』（1985年）などを手掛けた藤沢勉、音楽はかつてタイトーに所属しアーケードゲーム『カダッシュ』（1990年）を手掛けた西賢二が担当している。
同月に発売されたゲームギア用ソフト『ゴジラ 怪獣大進撃』は、本作品の姉妹編とされる。

## ゲーム内容
対怪獣戦闘を専門とする国連配下の軍事組織「Gフォース」の指揮官となり、ゴジラを始めとする怪獣を迎撃するシミュレーションゲーム。ストーリーは平成ゴジラシリーズをベースとしているが、昭和ゴジラシリーズのキャラクターや怪獣も登場している。また、映画作品に登場した人物は小美人やX星人などを除いて登場せず、出現場所や設定が映画と異なる怪獣もいるなど、既存のゴジラ作品とは異なる独自のストーリーを構成している。
物語に沿って10個のミッションをこなしていくストーリーモードと、10個の演習ミッションを選択出来るミッションモードの2つのモードが存在する。プレイヤー率いる部隊（PLU）のほか、操作不可能なNPC部隊（NPL）も存在している。怪獣を撃破・撤退させると作戦成功。自軍の仮設司令部が破壊されるか、自軍戦力の消耗率及び都市の破壊率が75%以上に達すると作戦失敗となる。怪獣は映画に忠実に、自軍ユニットとは比べ物にならない能力を有しているため、クリアのためには怪獣同士を戦わせる、支援車両を効果的に使用するなどの戦略性が必要になる。
ドット絵で構成されたマップやユニットは当時の水準から見れば美麗であり、更にステータス画面やオープニングでは映画の物を用いた実写映像も使用されている。

## 登場ユニット
各ユニットの映画・現実世界での詳細はリンク先を参照のこと。

### 怪獣
プレイヤーは操作不可能である。なお、異なる種類の怪獣は同士討ちさせることが可能。
ゴジラ
ストーリーモードではステージ1～6・8、ミッションモードではステージ1・5・8・9に登場。防御力、耐久力に優れている。劇中で原子力発電所を襲撃して放射能を吸収する展開があり、ストーリーモードのステージ6・8、ミッションモードのステージ9では攻撃力や防御力、射程が強化された状態で出現する。
バーニングゴジラ
ストーリーモードのステージ10に登場。『ゴジラvsデストロイア』に登場したバーニングゴジラに変化しており、攻撃力や防御力がゲーム中最強の能力に強化されている。ただし、耐久力が0になるか最大値まで回復するとメルトダウンを起こしてゲームオーバーになってしまうので、耐久力を調整しながらデストロイアを倒す必要がある。なお、ステータス画面では「ゴジラ」として扱われている。
ゴジラジュニア
ストーリーモードのステージ9・10に登場。プレイヤーの味方としてのみ登場する。耐久力はモスラ幼虫と並んで最低クラスだが、耐久力回復速度に優れている。なお、ステータス画面ではゴジラの映像が使用されている。
アンギラス
ストーリーモードのステージ1、ミッションモードのステージ8に登場。遠距離への攻撃手段を持たず、防御力なども最低クラスだが、移動速度は速い。ストーリーモードでは『ゴジラの逆襲』と同様に大阪に出現した。ミッションモードでは2体が同時に登場している。
モスラ
モスラ（幼虫）
ストーリーモードのステージ2、ミッションモードのステージ4に登場。殆どの能力が最低クラスである。特徴的な攻撃手段として、命中した相手を数秒間停止させるST攻撃「糸」を使用してくる。ストーリーモードでは『モスラ対ゴジラ』と同様に興業者に卵を奪われた後、卵を取り戻すべく2体が晴海埠頭に上陸する。
モスラ（成虫）
ストーリーモードのステージ4、ミッションモードのステージ9に登場。高い攻撃力・防御力を持つ他、ST攻撃「鱗粉フィールド」を行うことも可能。プレイヤーの味方として登場し、ストーリーモードでは札幌にてゴジラ・ガイガンと交戦する。なお、バトラが登場するステージ7の時点ではすでに死亡している。
ラドン
ストーリーモードのステージ3、ミッションモードのステージ3・7に登場。飛行怪獣なので移動速度は速く地形も無視できるが、攻撃手段は射程の短い衝撃波のみであり、なぜか空中への攻撃手段を有していない。ストーリーモードでは『三大怪獣 地球最大の決戦』と同様に阿蘇山の火口から出現し、熊本に襲来する。
ファイヤーラドン
ミッションモードのステージ7に登場。ラドンより全体的にステータスが向上している。攻撃手段に追加されたウラニウム熱線は対地攻撃と対空攻撃で性能が異なり、対地攻撃は長射程かつ高威力、対空攻撃は射程が落ちるものの威力が更に高い。
メカゴジラ
昭和版メカゴジラ。ストーリーモードのステージ3、ミッションモードのステージ6に登場。映画と同様に最初はゴジラの皮を被っており、この状態で撃破するとメカゴジラに変化する。ロボットであるため、耐久力が回復しない。ストーリーモードではブラックホール第3惑星人に操られ、熊本に襲来する。ミッションモードでもゴジラの皮を被って現れるが、ステータスや射程はゲーム後半のゴジラ相当に強化されている。
メカゴジラII
ストーリーモードのステージ5、ミッションモードのステージ5に登場。初代よりも攻撃力と耐久力は上がっているが、防御力と命中率は落ちている。ストーリーモードでは初代同様ブラックホール第3惑星人に操られ、X星人が操るキングギドラと共に名古屋に現れる。ミッションモードでは2体同時に出現する。
ガイガン
ストーリーモードのステージ4、ミッションモードのステージ2に登場。本作では両腕の鉤爪や腹部の回転ノコギリは使用せず、映画では未使用だった目からのレーザー光線や蹴りで攻撃する。ストーリーモードではブラックホール第3惑星人に操られて札幌に襲来し、ゴジラ・モスラと交戦する。
キングギドラ
ストーリーモードのステージ5、ミッションモードのステージ2に登場。耐久力や攻撃力、耐久力が高く、攻撃範囲も広い強敵。ストーリーモードではブラックホール第3惑星人と手を組んだX星人に操られ、ブラックホール第3惑星人が操るメカゴジラIIと共に名古屋に襲来する。
ビオランテ
ストーリーモードのステージ6に登場。本作では植獣形態のみが登場している。耐久力は極めて高いが攻撃力、防御力は低い。プレイヤーの味方ではないが、プレイヤー側が積極的に攻撃を仕掛けない限りは攻撃はしてこない。劇中では六ヶ所村の原子力発電所に迫るゴジラを阻止するかのように出現した。
バトラ
バトラ（幼虫）
ストーリーモードのステージ7に登場。広い攻撃攻撃範囲と高い攻撃力を併せ持つ。耐久力はそれほどでもないが防御力は高め。撃破すると同時に成虫へと変化する。劇中では『ゴジラvsモスラ』と同様に横浜に襲来するが、登場する数が2体に増えている。
バトラ（成虫）
ストーリーモードのステージ7、ミッションモードのステージ7・9に登場。幼虫に比べて耐久力は若干低いが攻撃力や防御力が更に上昇し、飛行可能になったことで移動力も上昇している。ストーリーモードでは幼虫と成虫併せて計4体を倒す必要があるうえに、同士討ちさせる他の怪獣も存在しないため、バトラ戦はゲーム内で最高難易度との呼び声も高い。ただし、幼虫と成虫は別種類扱いされるためか同士討ちさせることが可能。
スペースゴジラ
ストーリーモードのステージ8に登場。攻撃力・防御力共に優れた能力を持ち、更に高威力のST武器「フォトンハリケーン」を使用できる。また、周囲にある結晶体を破壊してイベントを起こさない限り、耐久力が瞬時に回復していくという特性を持っている。劇中ではGフォースがバトラと交戦している最中に京都に現れ、現地の防衛部隊を全滅させた。また、『ゴジラvsスペースゴジラ』では可能性として提示されるのみであったビオランテとの繋がりが、本作では明確に示されている。
デストロイア
デストロイア（集合体）
ストーリーモードのステージ9に登場。攻撃力、防御力、耐久力が既存の怪獣より優れているうえに2体同時に出現する。劇中では広島に出現しゴジラジュニアと交戦した。ステータス画面では劇中の実写映像が使用されておらず、CG映像のみである。
デストロイア（完全体）
ストーリーモードのステージ10に登場。本作の最終ボスである。攻撃力、防御力、耐久力は集合体をも上回り、バーニングゴジラに匹敵する能力を誇る。劇中では『ゴジラvsデストロイア』と同様に東京に出現した。こちらもステータス画面はCG映像のみが使用されている。
ヘドラ
ミッションモードのステージ10に3体が登場。能力自体はそれほど高くないが、自軍戦力が貧弱なうえに同士討ちさせる別怪獣も存在しないので、ステージの攻略難度は高い。

### 兵器
61式戦車
実在する戦車。防御力はそこそこあるが攻撃力は低く、対地攻撃能力しか持たないなど全体的な性能は低い。
74式戦車
実在する戦車。性能は61式戦車を少し底上げした程度で、それほどの性能差は無い。
90式戦車
実在する戦車。通常戦車の中では最強のユニットだが、74式戦車との性能差は少ない。
155ミリ自走砲
実在する自走砲。現実世界での名称は「75式自走155mmりゅう弾砲」である。全体的な性能は61式戦車より低いが、射程が長いので多くの怪獣を射程範囲外から攻撃可能。本作では砲塔の位置が実車と異なり、自走砲と言うよりは駆逐戦車に近い外見となっている。
205ミリ自走砲
実在する自走砲。現実世界での名称は「203mm自走りゅう弾砲」である。155ミリ自走砲の上位互換型とも言うべき性能を持つ。
ハイパワーレーザービーム車
東宝特撮オリジナルの架空兵器。205ミリ自走砲の上位互換的な性能で、長射程と高威力を兼ね備えたレーザー砲を持つ。ただし、ミッションモードのステージ5でしか使用できない。設定上は対空兵器として開発された車両であるが、原作映画でゴジラに対する攻撃しか行っていないためかゲーム中でも対地攻撃しか行えない。
67式対空ミサイル
本作オリジナルの架空兵器。対空攻撃が可能であるが、対地攻撃手段を有していない。名称の由来は67式30型ロケット弾発射機と思われる（搭載ミサイルの名称が同じ）。形状は自走ミサイル発射機に類似しているが、ベース車両が74式特大型トラックに近い形状の車両になっており、荷台に68式30型ロケット榴弾（現実世界では地対地兵器）を1基装備している。なお、同車のステータス画面では83式600mm地対地ミサイル車の映像が使用されている。
75式対空ミサイル
実在する兵器。現実世界での名称は「75式130mm自走多連装ロケット弾発射機」である。67式対空ミサイルの上位互換型とも言うべき性能を持つ。なお、実車は対地攻撃兵器であり対空攻撃能力は持たない。
ペトリオット
実在する兵器ではあるが、形状が74式特大型トラックの様な車両の荷台に、実際のペトリオットのランチャーのみを搭載したような物に変更されている。対空ミサイルの最上位機種であり、75式対空ミサイルの上位互換型とも言うべき性能を持つ。なお、ゴジラ映画にはペトリオットの架空の発展型である92式ペトリオット<改>対Gシステム特車は登場しているが、オリジナルのペトリオットが登場したことがなく、ステータス画面でも92式ペトリオット<改>対Gシステム特車の映像が使用されている。
メーサー戦車
東宝特撮オリジナルの架空兵器。正式名称は「92式メーサー戦車」である。攻撃は対地攻撃のみだが、耐久力・攻撃力共にそれなりにあり、対怪獣戦の主力の一翼を担うユニットとなる。
ツインメーサー戦車
東宝特撮オリジナルの架空兵器。正式名称は「93式自走高射メーサー砲」である。メーサー戦車の上位互換型とも言うべき性能を持つ。なお、ハイパワーレーザービーム車と同様に本来は対空兵器として開発された車両であるが、ゲーム中では対地攻撃しか出来ない。
車両強化車
本作オリジナルの架空兵器。6輪の装輪式車両で、車体上部にブームクレーンなどの整備用機材を搭載している。支援車両なので武装は装備していないが、他の地上兵器と隣接することによりその兵器の耐久力を回復する能力を有する。なお、ステータス画面では、1984年の『ゴジラ』に登場した78式戦車回収車の映像が使用されている。
レーダー搭載車
本作オリジナルの架空兵器。高機動車と思しき車両の荷台にパラボラ型のレーダーを搭載した車両。支援車両なので武装は装備していないが、他の地上兵器と隣接することによりその兵器の攻撃力を上昇させる能力を有する。ステータス画面では1984年の『ゴジラ』に登場した73式小型トラックの映像が使用されている。
補給車
実在するトラック。現実世界での名称は「73式中型トラック」である。支援車両なので武装は装備していないが、他の地上兵器と隣接することによりその兵器の残弾数を回復する能力を有する。
電磁ネット
本作オリジナルの架空兵器。架台の上に4基のパラボラ型電磁砲を十字型に乗せた固定砲台で、攻撃範囲内に怪獣が侵入すると、自動的に超高圧電流を流して攻撃する。NPCユニットであり、攻撃力はなかなか高い。なお、移動は不可能だが「自走砲」に分類されている。
ヒューイコブラ
実在する攻撃ヘリコプター。現実での正式名称は「AH-1S コブラ」であり「ヒューイコブラ」は非公式の愛称である。ゲーム内では数少ない飛行兵器であり、怪獣の誘導などに効果的ではあるが、飛行しているので支援車両による支援を受けることは出来ない。
メーサー攻撃機
東宝特撮オリジナルの架空兵器。正式名称は「93式メーサー攻撃機」である。ヒューイコブラの上位互換型とも言うべき性能を持ち、特に攻撃力・移動速度に優れている。
F-1
実在する支援戦闘機。プレイヤーは直接操作することは出来ず、基地発進コマンドによって航空基地や空母から発進し、攻撃を行ってくれる。また、撃墜されることもない。F-1は他の航空機と比較して対地攻撃能力が高いことが特徴。なお、ゴジラ映画には架空の発展型であるF-1CCVは登場しているが、オリジナルのF-1は登場したことがない。なお、ステータス画面ではF-1CCVの映像が使用されている。
F-15
実在する戦闘機。本機もプレイヤーが直接操作することは出来ず、基地発進コマンドによって支援攻撃を行う。F-1と比較すると攻撃力で劣り、命中率で勝る性能を持つ。
F-16
実在する戦闘機。本機もプレイヤーが直接操作することは出来ず、基地発進コマンドによって支援攻撃を行う。F-15と比較して、命中率が上昇している。なお、ゴジラ映画には架空の発展型であるF-16<改>は登場しているが、オリジナルのF-16は1984年の『ゴジラ』のポスター（劇中には未登場）以外では登場したことがない。なお、ステータス画面ではF-16<改>の映像が使用されている。
護衛艦
実在する艦艇。グラフィックははつゆき型護衛艦の物である。耐久力・攻撃力共に高い方だが、NPCユニットとしての登場であり、プレイヤーが操作することは不可能である。
駆逐艦
実在する艦艇。グラフィックははるな型護衛艦の物である。護衛艦の性能を底上げしたような性能を持つ。護衛艦同様NPCユニットであり、プレイヤーが操作することは不可能。
空母ゆうぎり
本作オリジナルの架空の航空母艦。艦名から海上自衛隊所属艦がGフォースに臨時参加している物と思われる。ゲーム中には航空機の発進元として名称のみが登場しており、艦型などは不明である。なお、艦載機はF-15などの本来艦載が不可能な航空機となっている。
スーパーX
東宝特撮オリジナルの架空兵器。攻撃力・耐久力など全体的に高い能力を持つ他、ST武器である「カドミウム弾」を装備している。ステージ6以降に登場する。
スーパーX2
東宝特撮オリジナルの架空兵器。カドミウム弾がないことを除けば、スーパーXの上位互換型とも言うべき性能を持っている。なお、本作ではファイアーミラーは使用することが出来ない。初登場となるステージ9では、プレイヤー及びNPCユニットにそれぞれ配備されていることから、映画とは異なり複数機が配備されている模様（ステージ9ではスーパーXと共にプレイヤー部隊に配備されて共闘する）。
ガルーダ
東宝特撮オリジナルの架空兵器。プレイヤーが直接操作することは出来ず、基地発進コマンドによって支援攻撃を行う。F-16の上記互換機的な性能を持っており、攻撃力が跳ね上がっている。また、移動速度も速く、必然的に攻撃サイクルも速くなっている。なお、本作ではメカゴジラとの合体は行えない（合体後のスーパーメカゴジラは登場する）。スーパーメカゴジラが登場するミッションでも、（合体している機体とは別に）群雲航空基地に配備されている。
メカゴジラ
ストーリーモードのステージ6、ミッションモードのステージ6に登場。東宝特撮オリジナルのロボット兵器。怪獣と一対一で渡り合えるほどの高い能力を持つが、ストーリーモードではNPCユニットとしての登場のみであり、プレイヤーが使用することは出来ない。ミッションモードではステージ6で2機を操作可能。なお、本作のGフォースメカゴジラは、ブラックホール第3惑星人のメカゴジラの残骸を解析して開発されたという設定になっている。
スーパーメカゴジラ
ストーリーモードのステージ7に登場。メカゴジラがガルーダと合体することで強化された形態。メカゴジラと同様にNPCユニットとしてのみの登場となっており、プレイヤーが操作する機会はない。
モゲラ
東宝特撮オリジナルのロボット兵器。スーパーメカゴジラを更に上回る性能を持ち、なおかつプレイヤーが操作することが可能。ただし、登場ステージはステージ8のみである。なお、映画では分離合体機能を有していたが、本作ではオミットされている。
ランドモゲラー
モゲラの上半身を構成する戦車。本作では分離合体機能がオミットされているため、通常の戦車となっている。能力はロボット兵器を除いた陸上兵器中最強を誇る。ただし、支援車両による支援を受けることは出来ない。
スターファルコン
モゲラの下半身を構成する戦闘機。本作では分離合体機能がオミットされているため、通常の航空機となっている。プレイヤーが直接操作することは出来ず、基地発進コマンドによって支援攻撃を行う。ガルーダの上記互換機的な性能を持っており、能力は航空機中最強を誇る。モゲラが登場するミッションでも、（合体している機体とは別に）時雨航空基地に配備されている。
仮設司令部
各ステージに存在する拠点。固定設備であり移動や支援車両による支援は不可能。また、一切の攻撃手段を持たない。プレイヤーの物とNPC部隊の物が存在し、プレイヤーの物が破壊されるとゲームオーバーに、NPC部隊の物が破壊されるとNPC部隊の行動が停止してしまう。
航空基地
航空機の発進元として名前のみが登場する施設で、劇中にその姿は登場しない。天つ風航空基地、野分航空基地、群雲航空基地、時雨航空基地などがゲーム内に登場しており、主に天つ風と野分が東日本を、群雲と時雨が西日本を管轄している。

## 登場人物
登場人物の殉職イベントを起こさずにステージをクリアすることも可能だが、エピローグでは死亡扱いとなるため生存させることは出来ない。

### Gフォース
将馬
プレイヤーキャラクター。Gフォース陸上部隊の若手隊長で、ストーリー終盤（ステージ8以降）では全軍の中核となる。
剛田
ストーリー前半で、将馬と共に活躍する勇猛な隊長。ストーリー5にて、自らの故郷である名古屋で殉職する。
西
ストーリー前半に登場する陸上部隊の隊長の一人。剛田と共にステージ5（名古屋）で殉職する。
倉持
支援部隊を率いる女性隊長。マップモード3では艦隊を率いている。浅見から自軍の被害を恐れる傾向があると指摘されている。
宮田
ステージ5から登場するGフォース特殊兵器部隊の隊長。ステージ7では自らスーパーメカゴジラに搭乗してバトラと交戦したが、撃破され殉職した。
浅見
ステージ5から登場する女性隊長。支援部隊を率いるほか、優れた分析能力を持っている。
森
剛田の部下だったが、ステージ6から隊長となって部隊を率いる。ステージ6では六ヶ所村の原発2号炉停止部隊に参加、以降は終盤まで将馬の友軍として登場する。
東郷長官
Gフォースの長官。ブリーフィングに登場し、ステージや怪獣の解説を行う。
竹内博士
Gフォース所属の技術者。ブリーフィングに登場し、新兵器の解説を行う。

### その他
大山総理
日本の総理大臣。ブリーフィングに登場する。
見好博士
国立生命科学研究所でG細胞を研究している博士。ブラックホール第三惑星人に殺害された娘・靖子の細胞とゴジラ細胞と薔薇の細胞を融合させ、ビオランテを誕生させてしまう。ステージ10ではデストロイアの正体を解明した。
見好靖子
見好博士の娘。Gフォースメカゴジラの開発に携わっていたが、ブラックホール第三惑星人に殺害されてしまう。
小美人
ステージ2でモスラの卵返還を要求するためインファント島からやってきた使者。ステージ4ではモスラと共にガイガン迎撃に現れたほか、ステージ7ではバトラの脅威を警告するために現れた。
X星人
地球侵略のためガイガン、キングギドラを送り込んできた宇宙人。ステージ5にてキングギドラが撃退されたことに機に地球を脱出した。
ブラックホール第3惑星人
地球侵略を企み、メカゴジラを送り込んできた宇宙人。ステージ2でモスラの卵が興業者に盗まれたのも彼らの陰謀の一環だった。

## スタッフ
- プロデューサー：麻生宏、藤沢勉
- ディレクター：長谷川勝弘、山崎教生
- 企画：濱田竜伸、池内伸彦
- プログラマー：新井利男、柳沢昇
- デザイナー：喜多昌直、野口隆一、重村太一
- サウンド：西賢二
- パッケージ・デザイン：飯田直彦、蝶野光秋
- 協力：笠原洋介（東宝）、伊藤愛（東宝）、株式会社スカラベ、株式会社ナグザット

## 評価
| 項目 | キャラクタ | 音楽 | お買得度 | 操作性 | 熱中度 | オリジナリティ | 総合 |
| 得点 | 3.9        | 3.8  | 3.4      | 3.1    | 3.5    | 3.8            | 21.6 |

ゲーム誌『ファミ通』の「クロスレビュー」では8・4・7・8の合計27点（満40点）、『SATURN FAN』の読者投票による「ゲーム通信簿」での評価は右記の通り、合計21.6点（満30点）とどちらの媒体でも高評価となった。